# Die Geschichte von der abgehauenen Hand

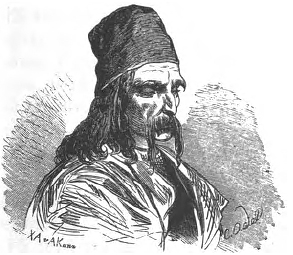
Carl Offterdinger: Der Erzähler Zaleukos

Die Geschichte von der abgehauenen Hand ist eine Novelle Wilhelm Hauffs aus dem Märchen-Almanach auf das Jahr 1826: Der in Konstantinopel geborene Zaleukos studiert in Paris nach dem Willen des Vaters Medizin. Bald reist er als fahrender Arzt und Kaufmann durch Frankreich und Italien. In Florenz wird er von einem Unbekannten in eine Falle gelockt und zu einem Mord missbraucht. Als Strafe wird ihm die linke Hand abgehauen. Es ist das dritte Märchen in der Rahmenerzählung Die Karawane. Die weiteren Beiträge sind: Die Geschichte von Kalif Storch, Die Geschichte von dem Gespensterschiff, Die Errettung Fatmes, Die Geschichte von dem kleinen Muck und Das Märchen vom falschen Prinzen.

## Vorgeschichte und Handlung
Eine Karawane von Kaufleuten zieht durch die Wüste, immer in Furcht vor dem berüchtigten Räuberhauptmann Orbasan. Ein Reiter, der sich als Selim Baruch, Neffe des Großwesirs von Bagdad ausgibt, stößt zu ihnen. Er sei vor Kurzem aus der Gewalt einer Räuberbande entkommen und bitte sich anschließen zu dürfen. Dies wird ihm gerne gestattet, um so mehr, als er durch ein mysteriöses Zeichen eine Räuberbande vom Angriff abhält. Er schlägt vor, sich einander als Mittel gegen die Eintönigkeit Geschichten zu erzählen.

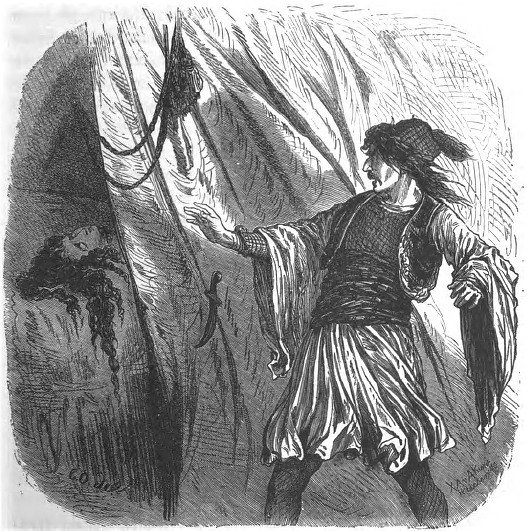
Carl Offterdinger: Zaleukos tötet Bianca

Der einarmige Kaufmann Zaleukos aus Konstantinopel erzählt, wie er seine Hand verlor: Er sei der Sohn eines christlichen Händlers und Dragomans (Dolmetschers) bei der Hohen Pforte. Ursprünglich sollte er das Geschäft seines Vaters übernehmen, aber schließlich entschied dieser, dass er Arzt werden solle, da ein Arzt, wenn er etwas mehr gelernt hat als die gewöhnlichen Marktschreier, in Konstantinopel sein Glück machen kann. Ein Franke (Franzose) überzeugte den Vater, den Sohn in Paris studieren zu lassen, da man dies dort gratis und am besten könne. Nach drei Jahren Studium kehrte er in seine Heimatstadt zurück. Inzwischen war sein Vater verstorben, und der christliche Priester, der ihn als Kind unterrichtete, hatte das als Erbe vorgesehene Geld für die Kirche eingezogen. Als auch der Erfolg ausblieb, verkaufte er sein Vaterhaus und kehrte als fahrender Arzt und Händler nach Frankreich zurück. Bald zog er nach Italien weiter und mietete in Florenz ein Gewölbe als Verkaufslokal. Er erhielt in seiner Eigenschaft als Arzt einen sonderbaren Auftrag: Ein mysteriöser Maskierter in kostbarem roten Mantel forderte ihn auf, der Leiche einer jungen Frau den Kopf abzutrennen und einzubalsamieren. So könne der Vater der jungen Frau diese nochmals sehen. Da der Fremde einen hohen Betrag zahlte, willigte Zaleukos trotz Bedenken ein. Als er der Frau die Kehle durchschnitt, schlug diese jedoch kurz die Augen auf, und ein heißer Blutstrahl strömte ihm entgegen. Mit Entsetzen sah er, dass er sie eben getötet hatte. Da er Mütze, Gürtel und Messer am Tatort zurückließ, fiel der Verdacht auf ihn. Er gestand und wurde zum Tode verurteilt. Ein juristisch bewanderter Freund aus Frankreich konnte das Urteil soweit abmildern, dass er nicht mehr sein Leben, sondern nur noch seine linke Hand opfern musste. Nach seiner Rückkehr nach Konstantinopel stellte er erstaunt fest, dass er sein Vaterhaus wieder beziehen konnte, da es ein Franke im roten Mantel für ihn erworben hatte. Zaleukos ahnte sofort, dass es sich dabei um den geheimnisvollen Anstifter handelt. Dieser Fremde unterstützte ihn auch künftig mit Geld. Trotz seines Wohllebens konnte er jedoch nicht das grauenvolle Bild der ermordeten Bianca vergessen.

### Nachspiel
Nach dem Ende der Reise spricht der Fremde Selim Baruch allein mit Zaleukos und gibt sich als der mysteriöse Maskierte im roten Mantel zu erkennen. Er sei der in Paris aufgewachsene Sohn des französischen Konsuls in Alexandria. Sein Bruder, der Erste Sekretär des Vaters, hatte Bianca, die Tochter eines florentinischen Edelmannes, geheiratet. Diese floh bald nach der Hochzeit mit einem Neapolitaner, den sie im Haus ihres Vaters kennengelernt hatte. Ihr Vater versprach die Sache zu bereinigen, verwendete seinen Einfluss jedoch tatsächlich gegen die Familie des Fremden. Letztlich wurden dessen Bruder und Vater an Frankreich ausgeliefert und hingerichtet. Als Vergeltung beschloss der Fremde, die untreue Bianca zu ermorden, um ihrem Vater, der inzwischen Gouverneur geworden war, das Liebste zu nehmen. Danach kehrte er nach Alexandria zurück und schloss sich einer Gruppe von Mamelucken an, die gegen die Franzosen kämpfte. Auch nach dem Ende des französischen Feldzuges habe er die neue Lebensweise beibehalten. Die Tatsache jedoch, dass er Zaleukos seinerzeit als Mordwerkzeug missbraucht und so beinahe ums Leben gebracht habe, belaste ihn bis heute. Er frage, ob er ihm verzeihen könne. Zaleukos ist dazu bereit, auch weil sein christlicher Glaube dies gebiete. So erfährt er zum Ende auch das letzte Geheimnis des Fremden: Dieser ist der „Herr der Wüste“, der Räuber Orbasan.

## Interpretation
Zaleukos und Orbasan wechseln mehrfach zwischen verschiedenen Kulturkreisen, was für die damalige Orient-Literatur ungewöhnlich ist: Der in Konstantinopel geborene Zaleukos bereist Frankreich und Italien und kehrt schließlich wieder nach Konstantinopel zurück. Orbasan ist ein im ägyptischen Alexandrien geborener Franzose, der seine Kindheit ab dem zehnten Jahr in Paris verbrachte, nach seiner Rückkehr mehrfach nach Frankreich und Italien reiste und schließlich in Ägypten gegen die Truppen des französischen Ägyptenfeldzugs kämpfte. Diese Wechsel dienen als Grundlage für ein Verwirrspiel von „Verwechslungen, Enthüllungen und schicksalshaften Begegnungen“.
In dieser Geschichte von wechselnden Identitäten erweisen sich die Gesetzesbrecher, wie der Räuber Orbasan und der wider Willen zum Mörder gewordene Zaleukos, als edler als die Hüter von Recht und Moral.